# Oraesia intrusa
Oraesia intrusa is een vlinder uit de familie van de Spinneruilen (Erebidae). De soort is voor het eerst wetenschappelijk beschreven als Africalpe intrusa door Giorgio Krüger in een publicatie uit 1939.
De soort komt voor in een groot deel van Afrika en het Midden-Oosten, waaronder Kaapverdië, de Westelijke Sahara, Mauritanië, Libië, Egypte, Tsjaad, Soedan, Ethiopië, Somalië, Kenia, Tanzania, Israël, Jordanië, Iran, Saudi-Arabië, de Verenigde Arabische Emiraten, Oman en Jemen.